# قصر هيرودس (هيروديوم)
قصر هيرودس هو موقع أثري داخل قلعة هيروديون، الضفة الغربية، فلسطين.

## بناء
يعتقد علماء الآثار أن القصر تم بناؤه بواسطة العبيد والعمال المأجورين (المقاولين) والمهندسين المعماريين. كان هيرودس يُعتبر واحدًا من أعظم البنائين في عصره، ولم تثبطه الجغرافيا، فقد بُني قصره على حافة الصحراء ويقع على قمة تلة اصطناعية. تم بناء أكبر الأبراج الأربعة على قاعدة حجرية يبلغ قطرها 18 مترًا. من المرجح أن يكون هذا هو المكان الذي عاش فيه هيرودس، حيث كان يزين غرفه بأرضيات من الفسيفساء ولوحات جدارية متقنة الصنع. وكانت الأبراج الثلاثة الأخرى، التي تتكون من مساحات معيشة ومخازن، يبلغ قطرها 16 متراً. وفي الخارج، تم بناء العديد من الصهاريج لجمع المياه التي تم توجيهها إلى القصر.

## الحفريات
بدأت أعمال التنقيب الأثري في هيروديون في عام 1962 على يد فيرجيليو كانيو كوربو وستانيسلاو لوفريدا، من معهد الكتاب المقدس الفرنسيسكاني في القدس، واستمرت حتى عام 1967 حيث اكتشفا القلعة العلوية، على قمة التل.
ابتداءً من عام 1972، تم إجراء حفريات على يد إيهود نيتزر، الذي كان يعمل لصالح الجامعة العبرية في القدس، وكانت متقطعة حتى وفاة عالم الآثار في عام 2010. قام نيتزر بحفر معظم القصر السفلي، عند قاعدة التل.
يشتبه العديد من علماء الآثار في أن أرضيات الفسيفساء واللوحات الجدارية كانت شائعة في جميع أنحاء القصر، ولكن الأمر سيستغرق المزيد من العمل للكشف عنها بسبب آلاف السنين التي مرت منذ بنائه.

## المناطق المحفورة
حمام
كان الحمام الروماني يتكون من ثلاث مناطق وهي الكالداريوم، والتيبيداريوم، والفريديداريوم. وكان لها أيضًا قبة رائعة للغاية لا تزال في حالة جيدة حتى اليوم على الرغم من آلاف السنين من الزلازل والحروب. كان للكالداريوم أسقف مقببة وأرضيات مرتفعة وقنوات في الجدران لتوصيل الحرارة. كان الحمام الساخن يحتوي على أرضيات من الفسيفساء ولوحات جدارية تمامًا مثل أماكن المعيشة في القصر. كان الفريجيداريوم، المحطة الأخيرة في الحمام، هو المكان الذي يبرد فيه الضيوف في حمام سباحة كبير.
المسرح الروماني
اكتشف نيتزر المسرح الروماني قبل وفاته في أواخر عام 2010. تم اكتشاف لوجيا أو صندوق مسرح. وهذا يعني أنه عندما ذهب هيرودس أو غيره من المسؤولين البارزين لمشاهدة مسرحية، كانوا يلقون معاملة فاخرة. أما بقية الحضور فسيجلسون في الأسفل على مقاعد يمكنها استيعاب حوالي 650 شخصًا. ما يميز هذا الاكتشاف هو اكتشاف لوحات جدارية لمناظر طبيعية. ويشير هذا إلى أن الرسامين كانوا يسافرون كثيرًا؛ إذ يصورون مشاهد من إيطاليا وحتى نهر النيل في مصر. ومن المفترض أيضًا أن الرسامين كانوا معارين إلى هيرودس من قيصر في روما.